# Carl Albert

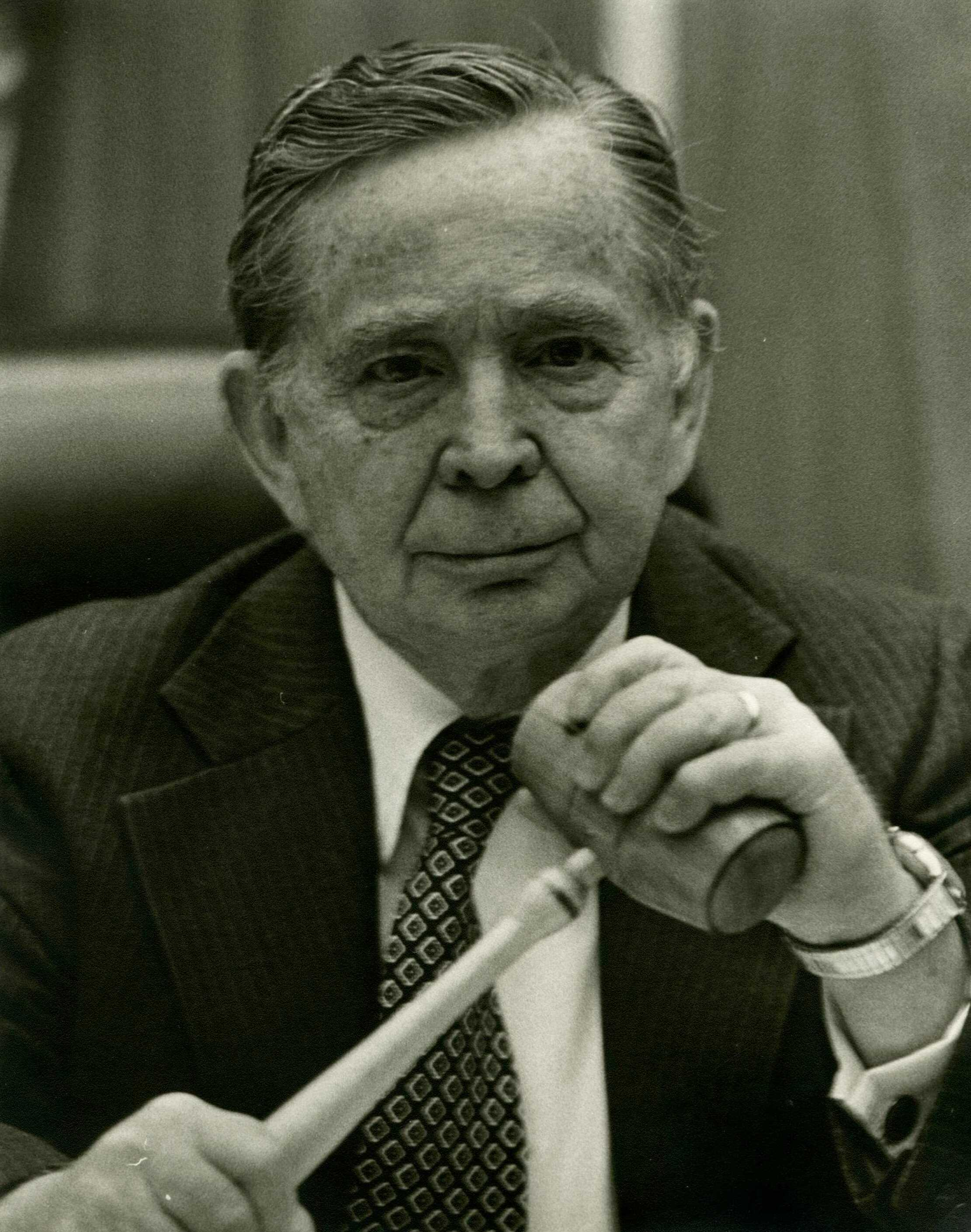
Carl Albert

Carl Bert Albert (* 10. Mai 1908 in McAlester, Pittsburg County, Oklahoma; † 4. Februar 2000 ebenda) war ein US-amerikanischer Politiker der Demokratischen Partei. Er war von 1971 bis 1977 Sprecher des Repräsentantenhauses.

## Leben
Obwohl Albert als Sohn eines Bergarbeiters in ärmlichen Verhältnissen aufwuchs, bildete er sich als Schulkind bereits fort. Die High School in seinem Ort verließ er als Klassenbester und studierte anschließend Politikwissenschaft an der University of Oklahoma in Norman. Im Jahr 1931 schloss er sein Studium mit dem Titel Bachelor of Arts ab und studierte bis 1934 an der Universität Oxford Jura. Albert arbeitete nach seinem Abschluss bis 1937 in der Bundesbehörde für Wohnungsfragen. Nachdem er im Jahr 1935 seine Zulassung als Anwalt bekommen hatte, arbeitete er bis 1940 als solcher in Oklahoma City. Anschließend wurde er zur Armee einberufen und im Zweiten Weltkrieg eingesetzt, wo er es bis in den Rang eines Lieutenant Colonel schaffte. Ihm wurde später für seine Dienste die Bronze Star Medal verliehen. Nach Ende des Krieges arbeitete er bis 1947 wieder als Rechtsanwalt. Seit 1942 war Albert mit Mary Harmon verheiratet, das Paar hatte einen Sohn und eine Tochter.

## Politik
Albert ließ sich 1946 als Kandidat der Demokraten für die Kongresswahlen aufstellen und wurde auch ins Repräsentantenhaus gewählt. In den Folgejahren arbeitete er sich die Karriereleiter immer weiter hinauf, im Jahr 1962 wurde er majority leader, also Anführer der Demokratischen Fraktion. Als der Sprecher des Repräsentantenhauses, John W. McCormack, ankündigte, bei der Wahl des Kongresses 1970 aus Altersgründen, nicht erneut anzutreten, wurde Albert vorgeschlagen und auch gewählt, im Frühjahr 1971 trat er sein neues Amt an. In der ersten Amtszeit versuchte Albert die Macht des Sprechers auszuweiten, indem er ihm die Möglichkeit geben wollte, nach Ablauf einer Frist Gesetzesvorlagen selbst vorschlagen zu dürfen. Sein Antrag wurde abgelehnt. In der Folgezeit mäßigte er sich zunehmend. Er wurde weniger durchsetzungsstark, so dass immer mehr Politiker, auch seiner eigenen Partei, einen Sprecher mit mehr Führungswillen forderten. Nachdem im Oktober 1973 Vizepräsident Spiro Agnew wegen eines Bestechungsskandals zurückgetreten war, bestand bis Dezember 1973, als Gerald Ford zum neuen Vizepräsidenten ernannt wurde, die realistische Möglichkeit, dass Albert die Nachfolge des Präsidenten der Vereinigten Staaten hätte antreten müssen, da man in dieser Zeit erwartete, dass der amtierende Präsident Richard Nixon im Zuge der Watergate-Affäre zurücktreten würde. Albert war der Ansicht, dass er kein Recht habe, ein Amt, das die Wähler einem Republikaner anvertraut hätten, auszuüben, und kündigte für den Fall seiner kommissarischen Präsidentschaft an, bald einen republikanischen Vizepräsidenten zu ernennen und anschließend zu dessen Gunsten zurückzutreten. Albert wurde 1975 nochmals in seinem Amt bestätigt. In den zwei Jahren seiner dritten Amtszeit engagierte er sich für Sozialmaßnahmen und befürwortete den Vietnamkrieg. Im Jahr 1976 kündigte er an, bei der Wahl Ende des Jahres nicht erneut kandidieren zu wollen und gab dafür Altersgründe an.